# Boussac-Bourg
Boussac-Bourg è un comune francese di 809 abitanti situato nel dipartimento della Creuse nella regione della Nuova Aquitania.

## Società

### Evoluzione demografica
Abitanti censiti